# أكانثا
أكانثا (بالإنجليزية: Acantha)‏ في الميثولوجيا الإغريقية هي روح شجرة «شوك الجمال» acanthus، كانت ذات مرة حورية أحبها إله الشمس، وعندما احتضرت حولها إلى عشبة تسمى «الشمس العاشقة».

## الأسطورة
تقول الأسطورة أن أكانثا كانت حورية يحبها الإله أبولو. ومع ذلك، صدَّت أكانثا رغبة أبولو وخدشت وجهه. ونتيجة لذلك، حولها أبولو إلى نبات الأقنثة ذو الأوراق الشوكية.